# Kei Sanbe
Kei Sanbe (三部敬 Sanbe Kei?), född 5 mars i Hokkaido, är en japansk serieskapare. Han är mest känd för att ha skapat mangaserien Boku dake ga inai machi som blivit anime.